# حروب مسعى التنين
حروب مسعى التنين (ドラゴンクエスト ウォーズ دوراغون كويستو وزو) هي لعبة فيديو من نوع استراتيجية تناوب الأدوار طورتها إنتيليجنت سيستمز ونشرتها سكوير إنكس لمنصة نينتندو دي إس آي. اللعبة جزء من سلسلة مسعى التنين وتبرز الوحوش من السلسلة. اللعبة تدعم حتى 4 لاعبين في النمط الجماعي للشبكات المحلية والعالمية. أُعلن عن اللعبة في 18 مايو 2009 وأُصدرت في اليابان في 24 يونيو 2009 وفي أمريكا الشمالية في 28 سبتمبر 2009 وفي مناطق البال في 9 أكتوبر 2009.

## وصلات خارجية
- الموقع الرسمي